# Salles-Adour
Salles-Adour (okzitanisch Salas Ador) ist eine französische Gemeinde mit 568 Einwohnern (Stand 1. Januar 2022) im Département Hautes-Pyrénées in der Region Nouvelle-Aquitaine (vor 2016 Midi-Pyrénées). Sie gehört zum Arrondissement Tarbes und zum Kanton Moyen-Adour. Die Bewohner nennen sich Sallois.

## Geografie
Salles-Adour liegt etwa fünf Kilometer südsüdöstlich von Tarbes in der historischen Provinz Bigorre am Oberlauf des Flusses Adour im Vorland der Pyrenäen. Umgeben wird Salles-Adour von den Nachbargemeinden Soues im Norden, Barbazan-Debat im Osten und Nordosten, Allier im Osten und Südosten, Bernac-Debat im Süden, Momères im Südwesten sowie Horgues im Westen.

## Bevölkerungsentwicklung
| Jahr                       | 1962 | 1968 | 1975 | 1982 | 1990 | 1999 | 2006 | 2011 | 2018 |
| Einwohner                  | 257  | 243  | 298  | 328  | 358  | 331  | 414  | 476  | 588  |
| Quellen: Cassini und INSEE |      |      |      |      |      |      |      |      |      |

## Sehenswürdigkeiten

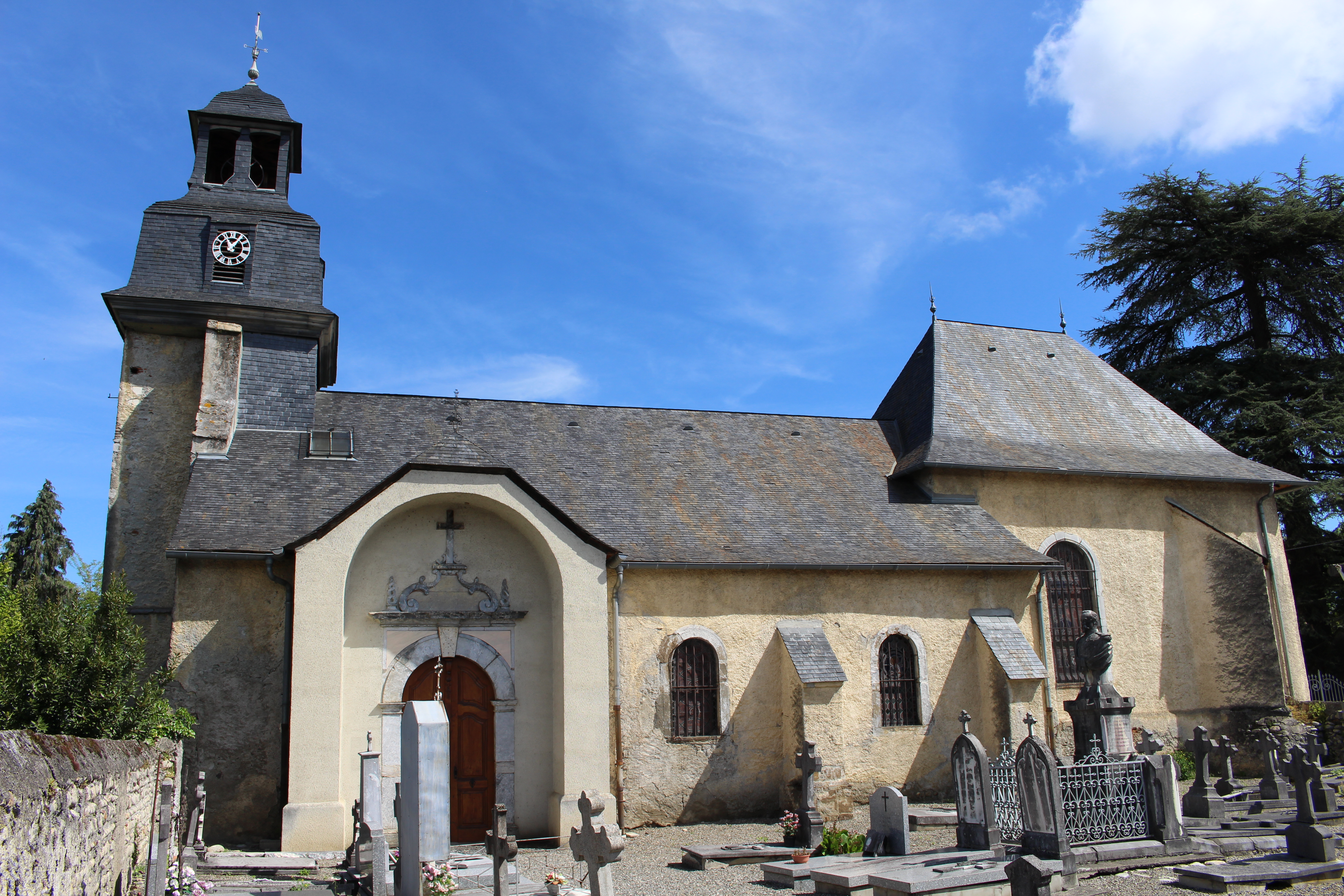
Kirche Saint-Barthélemy

- Kirche Saint-Barthélemy aus dem 18. Jahrhundert
- Schloss Les Carrère

## Persönlichkeiten
- Hector d’Espouy (1854–1929), Architekt